# 브렛 앤더슨 (가수)
브렛 앤더슨(Brett Anderson, 1967년 9월 29일 ~ )은 영국의 싱어송라이터로, 스웨이드의 리드 보컬로 잘 알려져 있다. 스웨이드 활동 초기, 브렛 앤더슨은 중성적인 스타일과 독특한 목소리로 한 때 영국에서 이슈가 되었다. 스웨이드가 2003년 해체한 후에는 더 티어스의 보컬로 잠시 활동했으며 네 장의 솔로 앨범을 내기도 했다. 2010년 스웨이드가 재결합 한 뒤, 현재까지 스웨이드의 프론트맨으로 활동하고 있다.

## 유년기와 초기 활동: 1967-1988
브렛 앤더슨은 1967년 웨스트 서섹스 주의 헤이워즈 히스의 노동 계급 가정에서 태어났다. 그의 어머니는 예술가였으며 그의 아버지는 음악에 관심이 많았다. 그는 헤이워즈 히스와 인접한 린드필드의 공영 주택 단지에서 자랐으며 린드필드 초등학교와 오스올 종합 중등 학교를 졸업했다.
청소년기에 그는 후에 스웨이드의 베이시스트가 된 맷 오스먼과 함께 더 피그스(The Pigs), 조프(Geoff)같은 개러지 밴드에서 기타리스트로 활동했다. 1980년대 말, 브렛 앤더슨은 당시 여자친구였던 저스틴 프리시만, 맷 오스먼과 함께 스웨이드를 결성했다. 그러고나서 얼마 지나지 않아 NME지의 광고를 통해 버나드 버틀러를 기타리스트로 채용했다. 1991년에는 사이먼 길버트를 스웨이드의 정식 드러머로 채용했는데, 그 전에는 전 스미스의 드러머였던 마이크 조이스가 일시적으로 드럼 역을 맡았다. 이 무렵 저스틴은 브렛과 헤어지고 블러의 프론트맨인 데이먼 알반과 교제를 시작하는데, 이는 1990년대 초 브릿팝 씬의 균열의 시초가 되었다 할 수 있다. 저스틴은 수많은 리허설에 불참하고, 브렛 앤더슨과 동거 중임에도 데이먼과의 관계를 공공연히 밝힘으로써 스웨이드에서 해고되었으며 후에 엘라스티카를 결성한다.